# Barlerieae
Barlerieae, tribus u porodici primogovki, dio potporodice Acanthoideae. Postoji 13 priznatih rodova.

## Opis
Prašnici 2–4 s 2-tekusnim prašnicima ili (Neuracanthus i Lepidagathis) jedan par s 1-tekusnim, a drugi s 2-tekusnim prašnicima. Stigma s linearno-duguljastim do romboidno-zaobljenim donjim režnjem i gornjim režnjem koji nedostaje ili je reduciran na mali zub ili (Barleria) s 2 jednaka subkapitlna do obkonična režnja. Ovule 1-4 po lokulu. Sjemenke 2-8, s higroskopnim dlačicama ili (rijetko kod Barleria) glabrate.

## Rodovi
1. Barleria L. (290 spp.)
2. Crabbea Harv. (13 spp.)
3. Lasiocladus Bojer ex Nees (7 spp.)
4. Pericalypta Benoist (1 sp.)
5. Podorungia Baill. (5 spp.)
6. Pseudodicliptera Benoist (4 spp.)
7. Boutonia DC. (1 sp.)
8. Lepidagathis Willd. (160 spp.)
9. Schaueriopsis Champl. & I.Darbysh. (1 sp.)
10. Chroesthes Benoist (4 spp.)
11. Hulemacanthus S.Moore (2 spp.)
12. Borneacanthus Bremek. (6 spp.)
13. Barleriola Oerst. (4 spp.)

## Vanjske poveznice
- A taxonomic revision of Acanthaceae tribe Barlerieae in Angola and Namibia. Part 1
- A taxonomic revision of Acanthaceae tribe Barlerieae in Angola and Namibia. Part 2